# O Último Virgem
O Último Virgem é um filme de comédia produzido no Brasil e dirigido por Rilson Baco e Felipe Bretas. Sua estreia ocorreu em 1 de dezembro de 2016 sob a distribuição da Paris Filmes e Downtown Filmes com a coprodução de Paramount Pictures, Telecine, Patota Produções, Klik Comunicação e Multiphocus. 

## Sinopse
Dudu é um garoto tímido, dito como nerd que está no último ano do ensino médio e que não tem muita prática com garotas e ainda é virgem. Por isso, os seus amigos resolvem ajudá-lo a ter a sua primeira relação sexual, depois que Dudu recebe um estranho convite de Débora, a linda professora mais desejada do colégio.
Quando Dudu e os seus três fiéis amigos se vêem em uma sequência de situações não planejadas diante a essa situação, o grupo acaba indo parar em um estabelecimento da Vila Mimosa; e depois eles acabam conhecendo em um posto de gasolina quatro garotas alemãs que estão perdidas, e um deles se "aproveitam" que Dudu entende e fala a língua alemã para conversar com elas.
Enquanto isso em uma festa, a Júlia, uma colega de escola de Dudu e a filha do advogado Dr César Medeiros, precisa lidar com o namorado que deseja ter envolvimento físico, o qual ela acaba se decepcionando com a possibilidade de um ménagé com a chegada da prostituta Patrícia.

## Elenco
| Ator                  | Personagem             |
| --------------------- | ---------------------- |
| Guilherme Prates      | Eduardo (Dudu) Limeira |
| Bia Arantes           | Júlia Medeiros         |
| Lipy Adler            | Escova                 |
| Éverlley Santos       | Borges                 |
| Christian Villegas    | Gonzo                  |
| Gabi Lopes            | Bia                    |
| Amanda de Godoi       | Joana                  |
| Lisandra Souto        | Laura Limeira          |
| Fiorella Mattheis     | Professora Débora      |
| Marco Antônio Gimenez | Deco                   |
| Camila Rodrigues      | Jaqueline              |
| Bernardo Mendes       | Cliente de Jaqueline   |
| Márcio Kieling        | Delegado               |
| Thati Lopes           | Patrícia               |
| Werner Schünemann     | Dr. César Medeiros     |
| Simone Soares         | Regina Medeiros        |
| Camila Mayrink        | Cacau                  |
| Daniel Erthal         | Diogo                  |
| André Ramiro          | Luizão                 |
| Xando Graça           | Policial               |
| Nanda Andrade         | Garota de programa     |

## Recepção
No agregador de críticas da imprensa do AdoroCinema, o filme tem uma nota 1,3 de 5.
No Estadão, Rodrigo Fonseca disse que "embora não consiga disfarçar seus tropeços de decupagem e de edição, numa carência de acabamento formal mais refinado, O Último Virgem é um engraçado exercício de observação dos ritos de passagem da adolescência à vida adulta, estruturado a partir de um sentimento chamado lealdade."
Em sua crítica no Papo de Cinema, Robledo Milani disse que o filme " é tão descartável quanto qualquer um poderia imaginar diante do que oferece como fiapo de história. E se o elenco principal – o protagonista, em especial – não chega a ser um problema, todos ao seu redor mal conseguem ir além do embaraço."

## Prêmio
- 2017 - Academia Brasileira de Cinema (indicado)[7]